# Лозуватська волость (Верхньодніпровський повіт)
Лозуватська волость — адміністративно-територіальна одиниця Верхньодніпровського повіту Катеринославської губернії.
Станом на 1886 рік — складалася з 4 поселень, 2 сільських громад. Населення 4400 осіб (2280 осіб чоловічої статі та 2120 — жіночої), 779 дворових господарств.
|                     | Площа, десятин | У тому числі орної, десятин |
| ------------------- | -------------- | --------------------------- |
| Сільських громад    | 10918          | 9167                        |
| Приватної власності | 1868           | 500                         |
| Казенної власності  | 2300           | 120                         |
| Іншої власності     | 120            | 97                          |
| Загалом             | 15206          | 9884                        |

Найбільше поселення волості:
- Лозуватка — село при річці Інгулець в 100 верстах від повітового міста, 3938 осіб, 716 дворів, православна церква, школа, 3 лавки, 3 ярмарки на рік, базари по неділях.

За даними на 1908 рік загальна кількість населення зросла до 9 649 осіб (4922 чоловічої статі та 4727 — жіночої), 1979 дворових господарств, до волості також входили:
- Красна Балка — колишнє державне село, 198 осіб (156 чоловічої статі та 42 — жіночої), 19 дворових господарств;
- Глиноватка — колишнє державне село, 225 осіб (94 чоловічої статі та 131 — жіночої), 62 дворових господарства;
- Мар'янівка — колишнє панське село, 422 особи (227 чоловічої статі та 195 — жіночої), 71 дворове господарство;
- селище Сухобалківське — 760 осіб (394 чоловічої статі та 366 — жіночої), 135 дворових господарств;
- Дубова Балка — колишнє державне село, 29 осіб (13 чоловічої статі та 16 — жіночої), 6 дворових господарств;

## Церкви
- Покровська церква с. Лозуватка